# Hypolycaena pseudophorbas
Hypolycaena pseudophorbas är en fjärilsart som beskrevs av Rothschild 1916. Hypolycaena pseudophorbas ingår i släktet Hypolycaena och familjen juvelvingar. Inga underarter finns listade i Catalogue of Life.